# Andreas Helgstrand
Andreas Helgstrand, né le 2 octobre 1977, est un cavalier de dressage danois. Médaille d'argent et de bronze de sa discipline en 2006 et 2008, il est aussi impliqué dans plusieurs affaires de maltraitance du cheval.

## Biographie
Son père Ulf Helgstrand a été président de la fédération équestre danoise. Andreas commence à monter très jeune, dès 7 ou 8 ans, dans un premier temps en saut d'obstacles. Il se dirige ensuite vers le dressage. 
Aux Jeux olympiques d'Athènes, sur Cavan, Helgstrand est 9e en individuel et 5e par équipe. Il remporte la médaille de bronze du Grand Prix spécial et la médaille d'argent de la reprise libre en musique aux jeux équestres mondiaux de 2006, sur Blue Hors Matiné. À cette occasion, le site Eurodressage écrit qu'il est le favori de la compétition, et semble avoir redéfini le piaffer et le passage. 
Helgstrand déclare forfait peu après son arrivée à la Coupe du monde de dressage de Las Vegas en 2007, Blue Hors Matiné s'étant tordue le paturon antérieur gauche à son arrivée. Elle est retirée de la compétition puis euthanasiée, après s'être cassé une jambe en 2010. En 2008, Helgstrand remporte son quatrième championnat de dressage danois consécutif, sur un quatrième cheval différent (Don Schufro, après Cavan, Matiné et Casmir). Aux Jeux Olympiques de 2008, avec Don Schufro, il finit 11e en individuel et remporte la médaille de bronze par équipe. Fin 2008, il quitte le haras Blue Hors pour démarrer sa propre entreprise, Helgstrand Dressage, à Møgelmosegård près de Aalborg.
En 2010, Helgstrand mène Uno Donna Unique à la victoire dans la catégorie des 6 ans aux Championnats du monde 2010 des jeunes chevaux de dressage. Il est pré-sélectionné dans l'équipe de dressage danoise pour les Jeux olympiques de 2012, mais n'a pas été sélectionné. 
En 2013, Helgstrand est impliqué dans un différend concernant la vente de Uno Donna Unique. 
En 2014, son père Ulf Helgstrand annonce sa candidature pour la présidence de la FEI, en succession de la princesse Haya de Jordanie, mais il n'est pas élu à ce poste.

## Controverses
Andreas Helgstrand est régulièrement soupçonné d'utiliser des méthodes d'entraînement et de dressage cruelles et illégales, notamment selon le service de protection des animaux du Danemark. En 2013, il reçoit plusieurs critiques des médias après la publication de photographies montrant les positions de rollkur de son cheval.  En avril 2014, plusieurs articles diffusent des photos d'une démonstration de dressage officielle au Danemark. Sa monture Akeem Foldagers semble blessée aux flancs, et arbore une langue bleue,. Face à la controverse, il publie un communiqué incriminant un mauvais ajustement de la bride et du mors,. Le 28 novembre 2014, la cour d'Aalborg annonce un verdict d'acquittement dans cette affaire. En juillet 2015, de nouvelles photos sont prises au CDIO de Falsterbo, montrant son cheval Torveslettens Stamina échauffé avec le museau dans le poitrail. La Fédération équestre internationale annonce l'ouverture d'une enquête,.
Andreas Helgstrand défend le bien-fondé de l'entrainement du cheval via la technique controversée du rollkur. D'après Epona TV, la famille Helgstrand bénéficierait d'une impunité de fait, grâce à sa très grande influence sur le milieu équestre danois.
En 2015, en raison de la multiplicité des controverses, la Fédération équestre internationale annonce que Helgstrand sera désormais filmé à chaque détente et chaque reprise des compétitions auxquelles il participe.
En septembre 2023, il tente sans succès de faire interdire la diffusion d'un reportage montrant des faits de maltraitances de chevaux dans son écurie. Le reportage est finalement diffusé après une longue bataille judiciaire ; Helgstrand est dans la foulée exclu de l'équipe danoise de dressage pour maltraitance.